# Tommy Moe
Tommy Moe (n. 17 februarie 1970, Missoula⁠(d), Montana, SUA) este un schior alpin ce a reprezentat Statele Unite ale Americii, medaliat olimpic. A participat la 3 ediții ale Jocurilor Olimpice (1992, 1994, 1998) în care a câștigat o medalie de aur și o medalie de argint.